# Brekovo
Brekovo (izvirno srbsko Бреково) je naselje v Srbiji, ki upravno spada pod Občino Arilje; slednja pa je del Zlatiborskega upravnega okraja.

## Demografija
V naselju živi 577 polnoletnih prebivalcev, pri čemer je njihova povprečna starost 45,6 let (44,1 pri moških in 47,1 pri ženskah). Naselje ima 213 gospodinjstev, pri čemer je povprečno število članov na gospodinjstvo 3,15.
To naselje je, glede na rezultate popisa iz leta 2002, skoraj popolnoma srbsko, a v času zadnjih treh popisov je opazno zmanjšanje števila prebivalcev.
|  |

| Demografija | Demografija     | Demografija     |
| Leto        | Št. prebivalcev | Št. prebivalcev |
| ----------- | --------------- | --------------- |
|             |                 |                 |
|             |                 |                 |
|             |                 |                 |
|             |                 |                 |
| 1948        | 1377            |                 |
| 1953        | 1443            |                 |
| 1961        | 1422            |                 |
| 1971        | 1204            |                 |
| 1981        | 992             |                 |
| 1991        | 829             | 814             |
| 2002        | 686             | 671             |
|             |                 |                 |

| Etnična sestava po popisu iz leta 2002 | Etnična sestava po popisu iz leta 2002 | Etnična sestava po popisu iz leta 2002 | Etnična sestava po popisu iz leta 2002 | Etnična sestava po popisu iz leta 2002 |
| -------------------------------------- | -------------------------------------- | -------------------------------------- | -------------------------------------- | -------------------------------------- |
| Srbi                                   | Srbi                                   |                                        | 667                                    | 99,40%                                 |
| Bolgari                                | Bolgari                                |                                        | 2                                      | 0,29%                                  |
| Črnogorci                              | Črnogorci                              |                                        | 1                                      | 0,14%                                  |
| Hrvati                                 | Hrvati                                 |                                        | 1                                      | 0,14%                                  |
| Neznano                                | Neznano                                |                                        | 0                                      | 0,0%                                   |